# Freziera ilicioides
Freziera ilicioides är en tvåhjärtbladig växtart som beskrevs av Louis René Tulasne. Freziera ilicioides ingår i släktet Freziera och familjen Pentaphylacaceae. Inga underarter finns listade i Catalogue of Life.